# Fenómeno de Runge

La curva roja es la función de Runge.
La curva azul es un polinomio interpolante de orden 5 (usando seis puntos equiespaciados).
La curva verde es un polinomio interpolante de orden 9 (usando diez puntos equiespaciados).
A los puntos interpolantes el error entre la función y el polinomio interpolantes es cero (por definición). Entre estos puntos (especialmente cerca de los extremos 1 y -1) el error entre la función y el polinomio interpolante incrementa conforme el polinomio aumenta de orden.

En el campo matemático del análisis numérico, el fenómeno de Runge es un problema que sucede cuando se usa interpolación polinómica con polinomios de alto grado utilizando nodos equidistantes. Lo descubrió Carl David Tolmé Runge cuando exploraba el comportamiento de los errores al usar interpolación polinómica para aproximar determinadas funciones.

## Problema
Considérese la función:
{\displaystyle f(x)={\frac {1}{1+25x^{2}}}.\,}
Runge descubrió que si se interpola esta función utilizando nodos equidistantes xi entre −1 y 1 tal que:
{\displaystyle x_{i}=-1+(i-1){\frac {2}{n}},\qquad i\in \left\{1,2,\dots ,n+1\right\}}
con un polinomio {\displaystyle P_{n}(x)} de grado {\displaystyle \leq n}, la interpolación resultante oscila hacia los extremos del intervalo, es decir, cerca de −1 y 1. Incluso se puede probar que el error de interpolación tiende a infinito cuando crece el grado del polinomio:
{\displaystyle \lim _{n\rightarrow \infty }\left(\max _{-1\leq x\leq 1}|f(x)-P_{n}(x)|\right)=\infty .}

## Soluciones al problema del fenómeno de Runge
La oscilación se puede minimizar usando nodos de Chebyshev en lugar de equidistantes. En este caso se garantiza que el error máximo disminuye al crecer el orden polinómico. El fenómeno demuestra que los polinomios de grado alto no son, en general, aptos para la interpolación. Este problema se puede evitar usando curvas spline, que son polinomios por partes. Cuando se intenta reducir el error de interpolación se puede incrementar el número de partes del polinomio que se usan para construir el spline, en lugar de incrementar su grado.